# Little Barasway Brook
De Little Barasway Brook is een rivier in de Canadese provincie Newfoundland en Labrador. De rivier is 8 km lang en bevindt zich in het zuiden van het eiland Newfoundland.

## Geografie

### Verloop
De Little Barasway Brook bevindt zich op het schiereiland Burin, in het uiterste zuiden van Newfoundland. Hij begint als uitstroom van de Gull Pond, een meer op zo'n 4 km ten zuidoosten van het kustplaatsje L'Anse-au-Loup. De rivier gaat eerst zo'n 5 km in noordoostelijke richting, waarna hij naar het noorden toe draait.
De rivier mondt na 8 km uiteindelijk uit in de Little Barasway. Dat is een 1 km lange barachois (lagune) die via een smalle opening afwatert naar de open wateren van de Fortune Bay.
Net voor de monding wordt de Little Barasway Brook overbrugd door provinciale route 220. Net ten westen van deze brug bevindt zich de grindweg die leidt naar het vlakbij gelegen gehucht Molliers.

### Overig
De rivier heeft een stroomgebied van 31,1 km². Het stroomgebied is gemiddeld 2,7 km breed en heeft een maximaal reliëf van 122 m.
Hij bevindt zich van bron tot monding in een gebied bestaande uit precambrisch vulkanisch gesteente.

## Overstromingen
In 2010 zwol de rivier enorm aan door een uitloper van Orkaan Igor, waardoor de brug over de provinciale route beschadigd werd.
In augustus 2011 maakte de provincieoverheid bekend dat ze permanente herstellingen aan de brug zou gaan uitvoeren. In oktober 2011 werd de streek echter getroffen door een uitloper van Orkaan Ophelia, waardoor de brug nog zwaarder beschadigd raakte en niet meer kon gebruikt worden.
Er werd daarop besloten om de brug van Route 220 af te breken en te vervangen door een grotere brug die grotendeels bestaat uit een enorme duiker met wanden van gewapend beton, die beter bestand moet zijn tegen extreme omstandigheden.

## Galerij

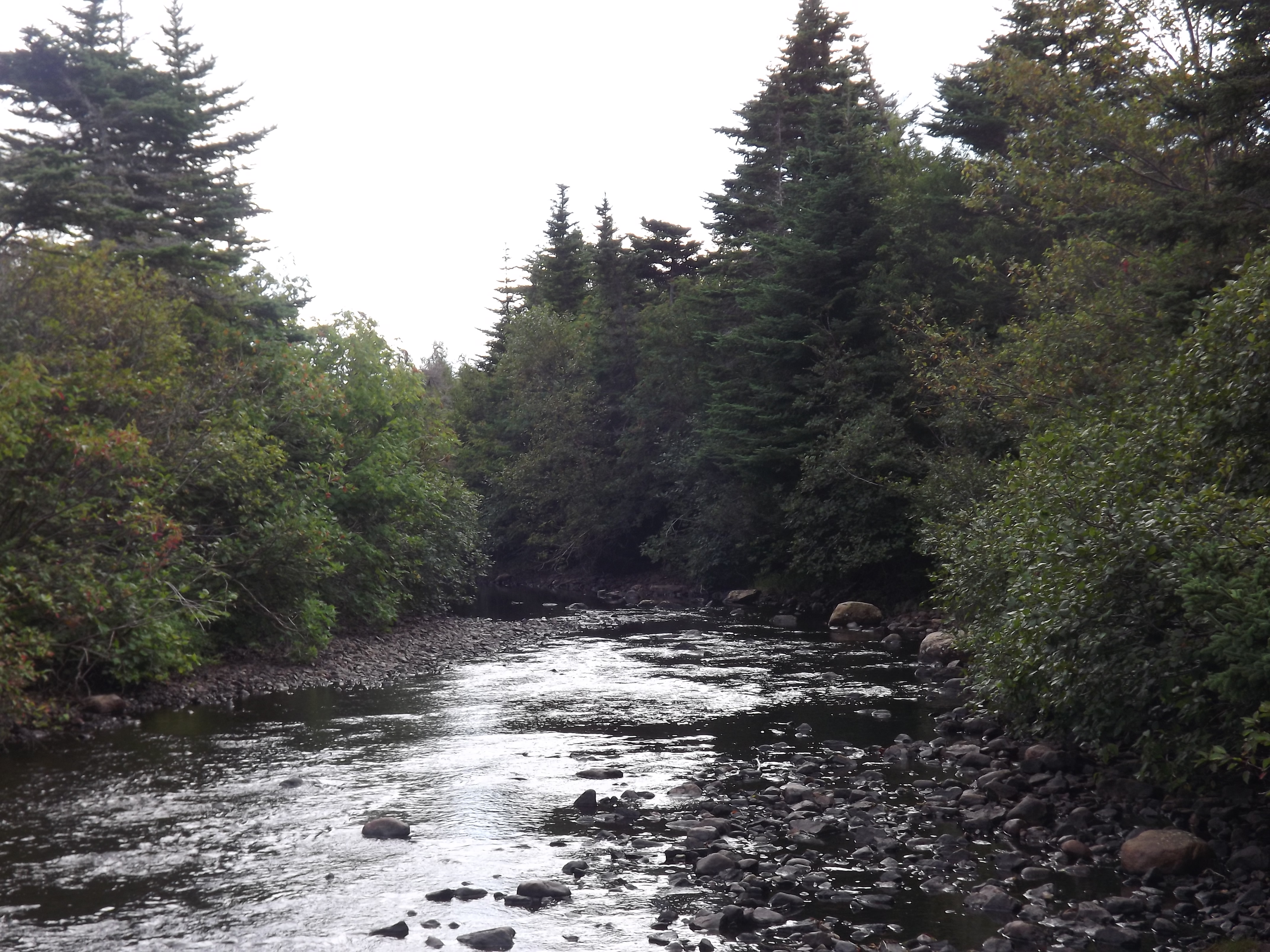
De met bomen omzoomde Little Barasway Brook
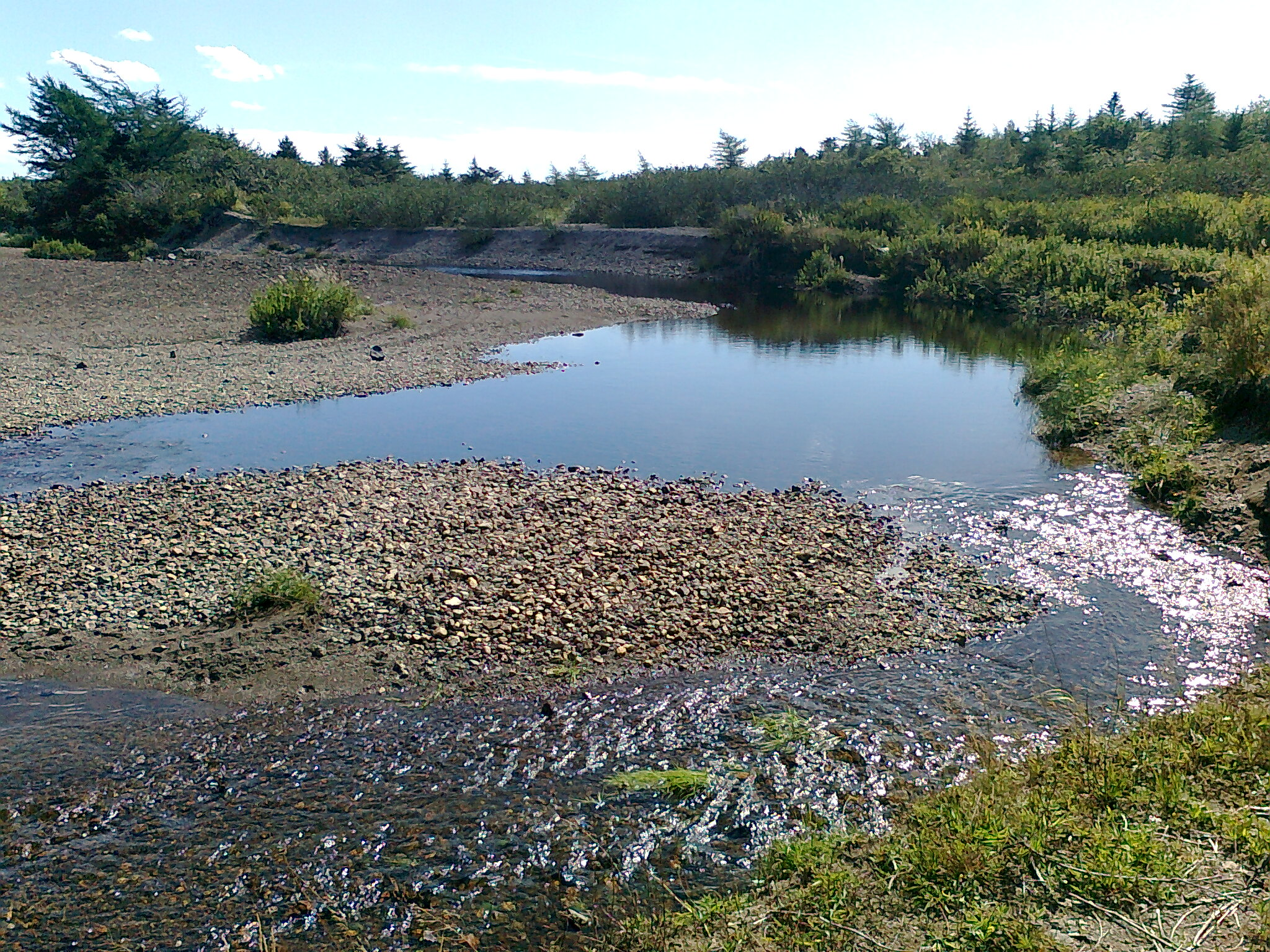
Zomers zicht op een bocht in de rivier net ten zuiden van de brug